# محمد عزت عادل
محمد عزت عادل (10 نوفمبر 1925 - 3 ديسمبر 2020) هو مهندس مصري ورئيس هيئة قناة السويس سابقا، ويعد أحد الأضلع الثلاثة التي كانت على رأس عملية تأميم قناة السويس والتي كانت تضم عبد الحميد أبو بكر ومحمود يونس.

## حياته المهنية
- تخرج من كلية الهندسة بجامعة فؤاد الأول عام 1950.[3][4]
- تقدم بمشروع إمداد 6 مواسير بمياه ترعة الإسماعيلية من تحت قناة السويس إلى سيناء لري بعض أراضيها، كمشروع تخرجه.[5]
- حاول الالتحاق بعد تخرجه بإحدى الوظائف في شركة قناة السويس، لكنه فشل على الرغم من حصوله على وساطة كبيرة للتعيين في شركة القناة الأجنبية، إلا أن السكرتير العام المساعد للشركة أخبره أن لغته الفرنسية أقل من المطلوب.
- عين ضابطاً بسلاح المهندسين بالقوات المسلحة.[6]
- التحق بمدرسة الهندسة العسكرية، وعين بها مدرسا وقائدا لجناح المفرقعات والألغام.
- رشحه عبد الحميد أبو بكر، لمحمود يونس للعمل معه في تنفيذ خطة نسف معمل تكرير البترول الحكومي، بناء على طلب المشير عبد الحكيم عامر قائد القوات المسلحة، عقب الثورة، ووافق يونس على هذا الترشيح.
- استمر عزت يعمل في قطاع البترول حتى تكونت الهيئة العامة لشئون البترول، فترك الخدمة العسكرية وعين سكرتيرا عاما مساعدا للهيئة.
- تقلد منصب رئيس مجلس إدارة شركة التمساح إلى جانب عمله في عام 1962.[7]
- بعدها أصبح مدير إدارة شؤون المالية والإدارية بهيئة قناة السويس 1966.[8]
- تولى رئاسة لجنة الدفاع المدني والمشرف على الدفاع الشعبي بعد نكسة 1967 حتى 1973.[9]
- عين مدير إدارة التحركات بهيئة قناة السويس في العام 1983
- رئيس مجلس إدارة هيئة قناة السويس من 1 يناير 194 حتى ديسمبر 1995.
- بعد قناة السويس، انخرط في السياسة، فعمل أمين مساعد الحزب الوطني الديموقراطي لمحافظة الإسماعيلية
- عضو المجلس الأعلى لنقابة المهندسين
- ثم نقيب المهندسين بمحافظة الإسماعيلية

## الأوسمة والأنواط والميداليات
- حصل على وسام الاستحقاق من الطبقة الأولى في العام 1956 من جمال عبد الناصر
- وسام الجمهورية من الطبقة الأولى 1981 من أنور السادات.